# Psopheticus
Psopheticus is een geslacht van kreeftachtigen uit de klasse van de Malacostraca (hogere kreeftachtigen).

## Soorten
- Psopheticus crosnieri Guinot, 1990
- Psopheticus musicus Guinot, 1990
- Psopheticus stridulans Wood-Mason, 1892
- Psopheticus vocans Guinot, 1985